# Datto di Bari
Datto di Bari (Bari, 980 circa – Bari, 15 giugno 1021) è un personaggio della storia di Bari, che, assieme al cognato Melo, si rese protagonista dell'insurrezione anti-bizantina avvenuta a Bari nel 1009.

## Biografia
Sconfitti gli insorti nella riconquista di Bari da parte di Basilio Argiro il Mesardonite (1011), Melo trovò scampo presso i principi longobardi, mentre Datto si rifugiò nell'Abbazia di Montecassino. Quando però il catapano bizantino impose all'abate Atenolfo il rispetto dei patti con Bisanzio, Datto dovette lasciare l'abbazia benedettina e trovare accoglienza nelle terre del Papa che gli affidò il controllo della torre  (torre di Capodiferro ?) sulla foce del Garigliano, posta proprio sul confine.
Dopo la battaglia di Canne (1018), però, Basilio Boioannes riportò i principi longobardi sotto l'obbedienza bizantina e snidò Datto nella sua roccaforte di confine. Datto, catturato, fu condotto a Bari dove fu costretto alla infamante cavalcata su un'asina per le vie cittadine e infine alla condanna a morte per mazzeratura: legato vivo dentro un sacco e gettato in mare il 15 giugno 1021.

## Fonti primarie
- Lupo Protospata, Chronicon rerum in regno Neapolitano gestarum
- Annales Barenses